# Monte Sion

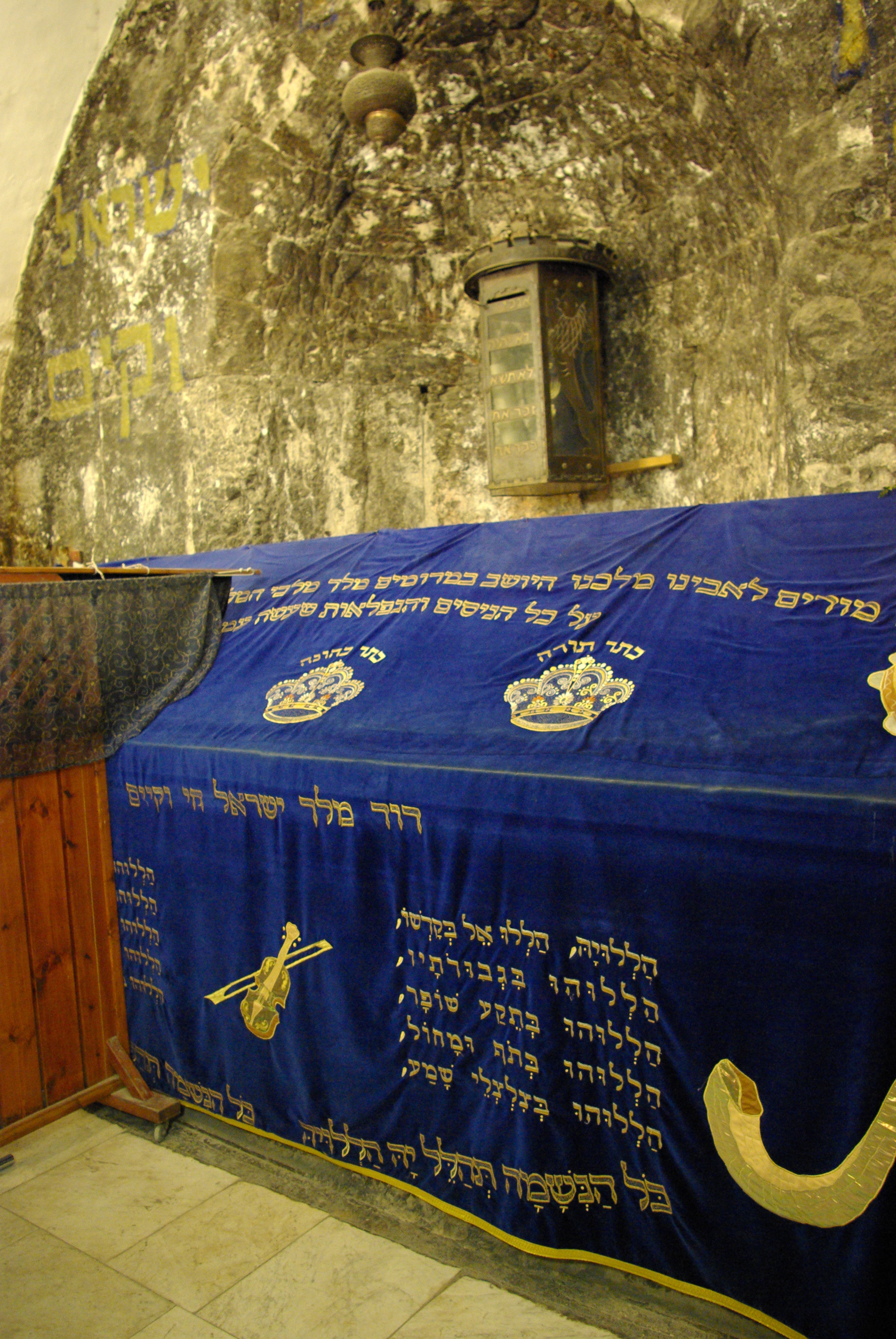
La Tumba de David en el monte Sion.

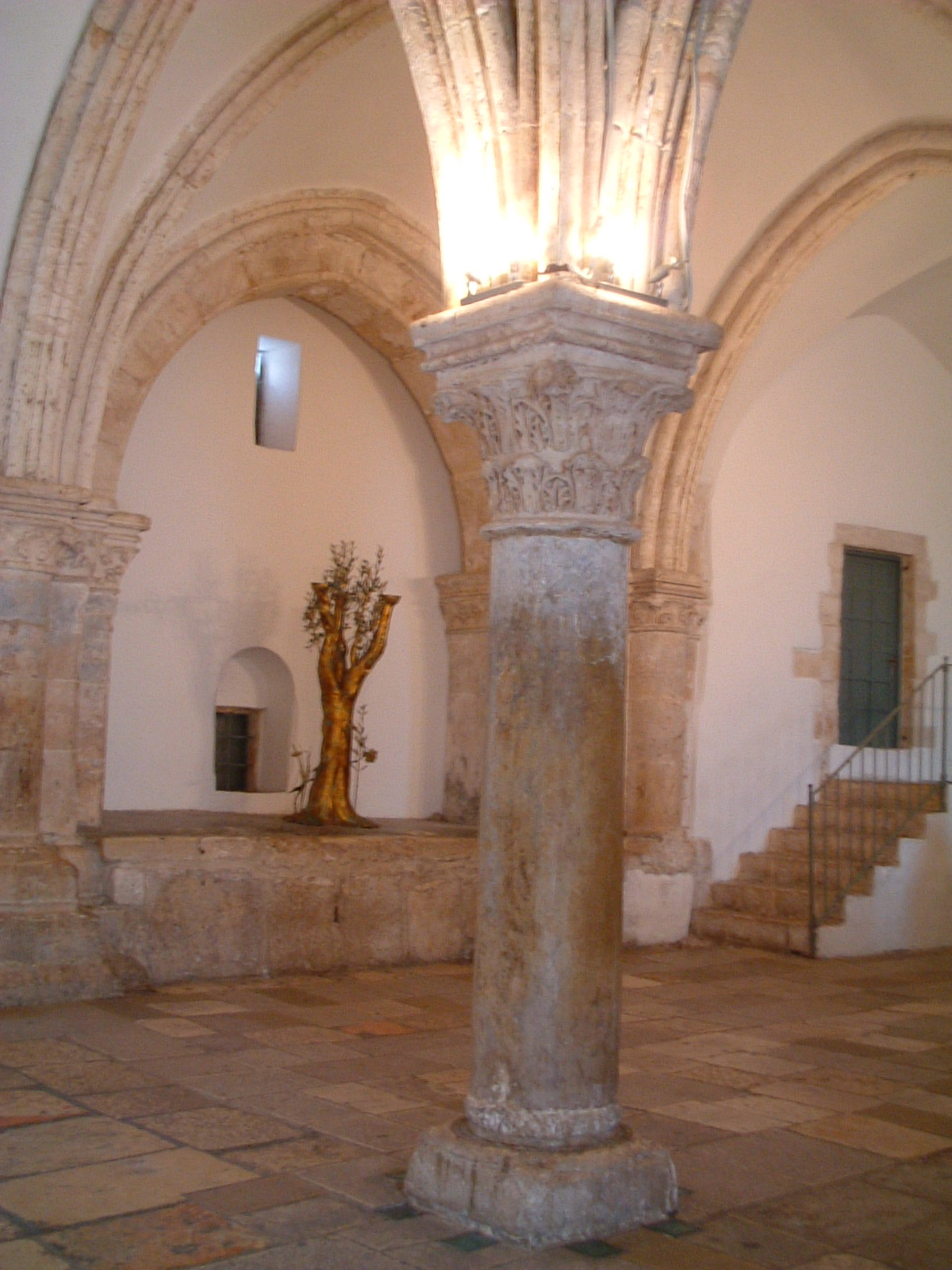
El Cenáculo de la Última Cena, en el monte Sion.

El monte Sion (en hebreo הַר צִיוֹן, Har Tsiyyon; en árabe جبل صهيون, Jabel Sahyoun) es una colina de Jerusalén. Se encuentra fuera de las murallas de la ciudad vieja. El término «Sion» fue usado por primera vez en las Sagradas Escrituras hebreas para la Ciudad de David (2 Samuel 5:7, 1 Crónicas 11:5, 1 Reyes 8:1, 2 Crónicas 5:2) y posteriormente se usó para el monte del Templo de Jerusalén, pero su significado ha cambiado y hoy se usa para nombrar a un monte también llamado Colina Occidental. En un sentido amplio, el vocablo se usa como un sinécdoque para referirse a toda la Tierra de Israel.

## Etimología
La etimología del término «Sion» no se sabe con certeza.
El lugar se menciona en el segundo libro de Samuel (2 Samuel 5:7) de la Biblia para denominar a una fortaleza jebusea que fue conquistada por el rey David, lo que lo sitúa en los orígenes israelitas.
En las lenguas semíticas, se puede asociar con la raíz hebrea ṣiyyôn (castillo), a la raíz árabe ṣiyya (tierra seca) o a la raíz árabe šanā ("protegido" o "ciudadela"). También puede estar relacionado con la raíz árabe ṣahî ("ascender hasta la cima") o ṣuhhay ("torre" o "cima de montaña") También puede guardar una relación con la palabra hurrita šeya ("río" o "cañón").
Sahyun (en árabe صهيون, Ṣahyūn o Ṣihyūn) significa Sion en árabe y en siríaco. Hay un valle llamado Wâdi Sahyûn (wadi es la palabra árabe para "valle") que tiene un nombre parecido al monte y que está localizado a unos 2,8 kilómetros de la puerta de Jaffa de la ciudad vieja.
El topónimo Har Tzion (literalmente: «monte Sion») aparece nueve veces en Tanaj. Se escribe con la letra tzadi y no con la zayin.

## Las tres localizaciones diferentes
Los habitantes de Jerusalén han conservado el nombre en varias épocas, pero han cambiado su localización al sitio que han considerado más apropiado en cada época.

### Parte baja de la Colina Oriental (Ciudad de David)
En primer lugar llamado Sion fue la fortaleza jebusea situada la zona baja de la antigua Colina Oriental de Jerusalén.
De acuerdo con 2 Samuel 5:7, había una fortaleza jebusea llamada "Sion", que fue conquistada por el rey David. Posteriormente, la zona fue reconstruida parcialmente, fue renombrada como Ciudad de David y el monarca erigió en ella su palacio.

### Cima de la Colina Oriental
Tras la conquista de la ciudad jebusea, el área de construcción se expandió al norte hacia la parte más alta de la misma Colina Oriental. El Templo de Salomón se ubicó en esta parte, más alta. Una vez que se construyó el Primer Templo, en la cima de la Colina Oriental, el nombre se aplicó a ese lugar.
La identificación de las ciudades jebuseas e israelitas en la Colina Oriental se basa en la existencia del único manantial permanente del lugar, conocido como Fuente del Gihón, y las excavaciones arqueológicas han descubierto restos de muros y sistemas hidrológicos de la Edad del Bronce y de la Edad del Hierro.
El «monte Sion» mencionado en las últimas partes del Libro de Isaías (Isaías 60:14), en el Libro de los Salmos y en el Primer Libro de los Macabeos (c. siglo II a. C.; 1 Macabeos 4:36-38), parece referirse a la cima de esta colina, conocida generalmente como el Monte del Templo.

### Colina Occidental (actual monte Sion)

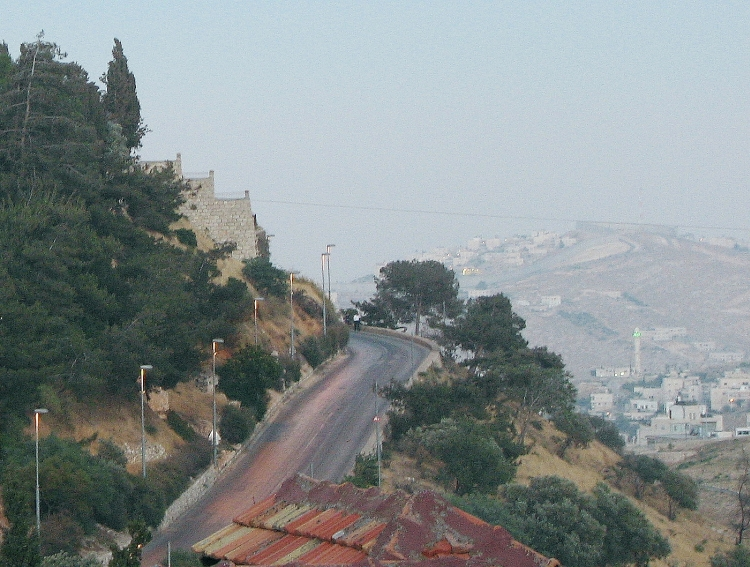
El Camino del Papa, en la ladera de Sion.

El último lugar llamado «monte Sion» fue la Colina Occidental, que destaca más que la Colina Oriental. Parece que los habitantes de Jerusalén del siglo I d. C. consideraron que era la localización del palacio del rey David. La Colina Occidental es conocida hoy como monte Sion.
Durante la segunda mitad del periodo del Primer Templo, la ciudad se expandió hacia el oeste y sus murallas se extendieron hasta abarcar totalmente a la Colina Occidental. Nabucodonosor II destruyó la ciudad casi por completo en el sitio del 586 a. C., evitando la continuidad de la memoria histórica. Posteriormente, hubo un largo periodo de reconstrucción que terminó con el Asedio de Jerusalén (año 70), que terminó con la total destrucción de la ciudad por parte de los romanos. Flavio Josefo, el historiador del siglo I, conoció la ciudad antes de que fuera destruida durante ese segundo cerco e identificó al monte Sion en la Colina Occidental, separada de la Colina Oriental (más baja) por lo que él llamó el Valle de Tyropoeon. Debe decirse, no obstante, que Josefo nunca usó el nombre «monte Sion» en ninguno de sus otros escritos, pero dice que la «ciudadela» del rey David se situaba en la colina más grande, refiriéndose también a la Colina Occidental.

## Historia desde finales del Imperio romano
A finales del periodo romano, se construyó una sinagoga en la entrada de la estructura conocida como la Tumba de David, probablemente por la creencia de que David trajo aquí el Arca de la Alianza desde Beit Shemesh y Quiriat-Jearim antes de la construcción del templo.
Durante la guerra palestina de 1948, el monte Sion fue conquistado por la brigada Harel el 18 de mayo de 1948 y se convirtió en la única parte de la ciudad vieja que quedó en manos israelíes hasta el armisticio. Al principio se conectó con el barrio judío de Yemin Moshe a través del valle de Hinón a través de un túnel estrecho, pero con el tiempo hizo falta una alternativa para transportar suministros y evacuar soldados heridos en monte Sion. Para ello se diseñó un teleférico capaz de cargar 250 kilos. El teleférico solo se usaba de noche y se bajaba al valle durante el día para no ser detectado. Realizaba el trayecto desde la posición israelí hasta el hospital de San Juan en dos minutos. En la actualidad se conserva en el hotel Mount Zion.
Entre 1948 y 1967, cuando la ciudad vieja estaba bajo ocupación jordana, los israelíes tenían prohibido el acceso a los lugares sagrados. El Monte Sion quedó como una tierra de nadie entre Israel y Jordania. Sion era el lugar accesible más cercano al antiguo templo judío. Hasta que Jerusalén fue tomado por Israel durante la guerra de los Seis Días, los israelíes escalaban hasta la Tumba de David para rezar. El camino tortuoso que lleva a la cima de Sion se conoce como el Camino del Papa (Derekh Ha'apifyor). Se pavimentó para la histórica visita del papa Pablo VI a Jerusalén en 1964.